# Cabinet Kohl II (Rhénanie-Palatinat)
Land de Rhénanie-Palatinat
Kohl I Kohl III
Pour les articles homonymes, voir Cabinet Kohl.
Le cabinet Kohl II (en allemand : Kabinett Kohl II) était le gouvernement en fonction dans le Land de Rhénanie-Palatinat (Allemagne) du 18 mai 1971 au 20 mai 1975. Dirigé par Helmut Kohl, il était constitué de la seule Union chrétienne-démocrate d'Allemagne (CDU).

## Composition
| Poste                                                                               | Ministre | Ministre              | Parti |
| ----------------------------------------------------------------------------------- | -------- | --------------------- | ----- |
| Ministre-président                                                                  |          | Helmut Kohl           | CDU   |
| Ministre de l'Intérieur                                                             |          | Heinz Schwarz         | CDU   |
| Ministre de la Justice                                                              |          | Otto Theisen          | CDU   |
| Ministre des Finances                                                               |          | Johann Wilhelm Gaddum | CDU   |
| Ministre de l'Éducation                                                             |          | Bernhard Vogel        | CDU   |
| Ministre de l'Agriculture, de la Viticulture et de la Protection de l'environnement |          | Otto Meyer            | CDU   |
| Ministre de l'Économie et des Transports                                            |          | Heinrich Holkenbrink  | CDU   |
| Ministre des Affaires sociales, de la Santé et des Sports                           |          | Heiner Geißler        | CDU   |